# Josip Pivarić
Josip Pivarić (Zagreb, 30 januari 1989) is een Kroatisch voormalig voetballer die doorgaans speelde als linksback. Tussen 2008 en 2023 was hij actief voor Dinamo Zagreb, Lokomotiva Zagreb, Dynamo Kiev en opnieuw Lokomotiva Zagreb. Pivarić maakte in 2013 zijn debuut in het Kroatisch voetbalelftal en kwam uiteindelijk tot zesentwintig interlandoptredens.

## Clubcarrière

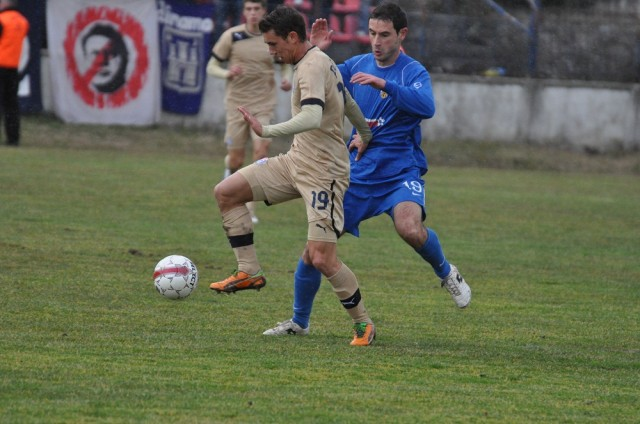
Pivarić (links) in actie voor Dinamo Zagreb.

Pivarić doorliep de jeugdopleiding van Dinamo Zagreb en in 2008 werd hij doorgeschoven naar het eerste elftal. Voordat hij ook maar één duel had gespeeld voor de Modri, werd hij echter voor de duur van vier seizoenen verhuurd aan NK Lokomotiva. In 2012 keerde hij terug naar Dinamo Zagreb. Daar maakte hij zijn debuut op 25 februari 2012, toen er met 0–3 gewonnen werd van NK Karlovac. Zijn eerste doelpunt maakte hij op 21 april 2012, tijdens een 1–1 gelijkspel tegen Rijeka. In januari 2015 liep Pivarić een blessure op en hierdoor stond hij drie tot vier maanden langs de kant. In de overwinning op Arsenal in de groepsfase van de Champions League in september 2015, scoorde de Kroatische verdediger de 1–0. Uiteindelijk won Dinamo Zagreb met 2–1 van Arsenal. In augustus 2017 stapte de vleugelverdediger voor circa twee miljoen euro over naar Dynamo Kiev. Bij de Oekraïense club zette hij zijn handtekening onder een verbintenis voor de duur van drie seizoenen. Medio 2020 keerde Pivarić transfervrij terug naar Kroatië, waar hij voor Lokomotiva Zagreb ging spelen. In de zomer van 2023 besloot de verdediger op vierendertigjarige leeftijd een punt te zetten achter zijn actieve loopbaan.

## Interlandcarrière
Pivarić debuteerde op 14 augustus 2013 in het Kroatisch voetbalelftal. Op die dag werd er met 2–3 gewonnen van Liechtenstein. De verdediger moest van bondscoach Igor Štimac op de bank beginnen en hij viel tijdens de rust in voor Hrvoje Milić. De andere debutant dit duel was Ante Rebić (RNK Split). Na meer dan twee jaar werd de verdediger opnieuw opgeroepen voor de nationale ploeg voor de EK-kwalificatiewedstrijden tegen Bulgarije en Malta in oktober 2015. De verdediger kwam in beide duels in actie. Pivarić was opnieuw onderdeel van de selectie tegen Rusland een maand later.
| Interlands van Josip Pivarić voor Kroatië | Interlands van Josip Pivarić voor Kroatië | Interlands van Josip Pivarić voor Kroatië | Interlands van Josip Pivarić voor Kroatië | Interlands van Josip Pivarić voor Kroatië | Interlands van Josip Pivarić voor Kroatië | Interlands van Josip Pivarić voor Kroatië |
| №                                         | Datum                                     | Wedstrijd                                 | Uitslag                                   | Competitie                                | Goals                                     |                                           |
| Als speler bij Dinamo Zagreb              | Als speler bij Dinamo Zagreb              | Als speler bij Dinamo Zagreb              | Als speler bij Dinamo Zagreb              | Als speler bij Dinamo Zagreb              | Als speler bij Dinamo Zagreb              | Als speler bij Dinamo Zagreb              |
| ----------------------------------------- | ----------------------------------------- | ----------------------------------------- | ----------------------------------------- | ----------------------------------------- | ----------------------------------------- | ----------------------------------------- |
| 1                                         | 14 augustus 2013                          | Liechtenstein – Kroatië                   | 2 – 3                                     | Vriendschappelijk                         |                                           |                                           |
| 2                                         | 10 september 2013                         | Zuid-Korea – Kroatië                      | 1 – 2                                     | Vriendschappelijk                         |                                           |                                           |
| 3                                         | 10 oktober 2015                           | Kroatië – Bulgarije                       | 3 – 0                                     | EK 2016 kwalificatie                      |                                           |                                           |
| 4                                         | 13 oktober 2015                           | Malta – Kroatië                           | 0 – 1                                     | EK 2016 kwalificatie                      |                                           |                                           |
| 5                                         | 17 november 2015                          | Rusland – Kroatië                         | 1 – 3                                     | Vriendschappelijk                         |                                           |                                           |
| 6                                         | 6 oktober 2016                            | Kosovo – Kroatië                          | 0 – 6                                     | WK 2018 kwalificatie                      |                                           |                                           |
| 7                                         | 9 oktober 2016                            | Finland – Kroatië                         | 0 – 1                                     | WK 2018 kwalificatie                      |                                           |                                           |
| 8                                         | 12 november 2016                          | Kroatië – IJsland                         | 2 – 0                                     | WK 2018 kwalificatie                      |                                           |                                           |
| 9                                         | 15 november 2016                          | Noord-Ierland – Kroatië                   | 0 – 3                                     | Vriendschappelijk                         |                                           |                                           |
| 10                                        | 11 januari 2017                           | Chili – Kroatië                           | 1 – 1                                     | Vriendschappelijk                         |                                           |                                           |
| 11                                        | 14 januari 2017                           | China – Kroatië                           | 1 – 1                                     | Vriendschappelijk                         |                                           |                                           |
| 12                                        | 24 maart 2017                             | Kroatië – Oekraïne                        | 1 – 0                                     | WK 2018 kwalificatie                      |                                           |                                           |
| 13                                        | 28 maart 2017                             | Estland – Kroatië                         | 3 – 0                                     | Vriendschappelijk                         |                                           |                                           |
| 14                                        | 11 juni 2017                              | IJsland – Kroatië                         | 1 – 0                                     | WK 2018 kwalificatie                      |                                           |                                           |
| Als speler bij Dynamo Kiev                |                                           |                                           |                                           |                                           |                                           |                                           |
| 15                                        | 2 september 2017                          | Kroatië – Kosovo                          | 1 – 0                                     | WK 2018 kwalificatie                      |                                           |                                           |
| 16                                        | 5 september 2017                          | Turkije – Kroatië                         | 1 – 0                                     | WK 2018 kwalificatie                      |                                           |                                           |
| 17                                        | 6 oktober 2017                            | Kroatië – Finland                         | 1 – 1                                     | WK 2018 kwalificatie                      |                                           |                                           |
| 18                                        | 9 oktober 2017                            | Oekraïne – Kroatië                        | 0 – 2                                     | WK 2018 kwalificatie                      |                                           |                                           |
| 19                                        | 27 maart 2018                             | Mexico – Kroatië                          | 0 – 1                                     | Vriendschappelijk                         |                                           |                                           |
| 20                                        | 26 juni 2018                              | Kroatië – IJsland                         | 2 – 1                                     | WK 2018                                   |                                           |                                           |
| 21                                        | 1 juli 2018                               | Kroatië – Denemarken                      | 1 – 1                                     | WK 2018                                   |                                           |                                           |
| 22                                        | 7 juli 2018                               | Rusland – Kroatië                         | 2 – 2                                     | WK 2018                                   |                                           |                                           |
| 23                                        | 11 juli 2018                              | Kroatië – Engeland                        | 2 – 1                                     | WK 2018                                   |                                           |                                           |
| 24                                        | 11 september 2018                         | Spanje – Kroatië                          | 6 – 0                                     | Nations League 2018/19                    |                                           |                                           |
| 25                                        | 12 oktober 2018                           | Kroatië – Engeland                        | 0 – 0                                     | Nations League 2018/19                    |                                           |                                           |
| 26                                        | 15 oktober 2018                           | Kroatië – Jordanië                        | 2 – 1                                     | Vriendschappelijk                         |                                           |                                           |

## Erelijst
| 1. HNL                 | 5 | 2011/12, 2012/13, 2013/14, 2014/15, 2015/16 |
| Hrvatski nogometni kup | 4 | 2011/12, 2014/15, 2015/16, 2016/17          |